# ملتهمة الحمض الكونجاكية
ملتهمة الحمض الكونجاكية (الاسم العلمي: Acidovorax konjaci) هي نوع من البكتيريا، سلبية الغرام، تتبع جنس ملتهمة الحمض.